# Eva Helle Stangerup
Eva Helle Stangerup (* 30. Oktober 1939 in Frederiksberg; † 29. März 2015 in Kopenhagen) war eine dänische Schriftstellerin.

## Leben
Ihre Eltern waren der Literaturwissenschaftler und Abgeordnete des Dänischen Parlaments, Hakon Stangerup (1908–1976), und die Schauspielerin Betty Söderberg. Ihr Bruder war der Schriftsteller Henrik Stangerup. Eine Schulfreundin von ihr war Margrethe II.
Nach ihrem Abitur an dem privaten Gymnasium N. Zahles Skole im Jahr 1959 studierte sie Rechtswissenschaften an der Universität Kopenhagen. Ab 1966 war sie als Schriftstellerin und Autorin tätig. Im Jahr 1967 veröffentlichte sie mit einem Kriminalroman ihr erstes Buch. 1985 veröffentlichte sie mit Prinzessin Christine erstmals einen historischen Roman. Dafür wurde sie zur Schriftstellerin des Jahres ausgezeichnet. Ihre Romane wurden in zehn Sprachen übersetzt.
Von 1969 bis 1979 war Stangerup mit dem Gutsherr Adam Wilhelm Knuth (1933–2013) verheiratet. Aus der Ehe gingen zwei Söhne hervor. In den 1990er-Jahren lebte sie zeitweise in London und in der Schweiz. 
Eva Helle Stangerup starb am 29. März 2015 im Alter von 75 Jahren nach längerer Krankheit in Kopenhagen. Ihre Grabstätte befindet sich auf dem Hunseby-Kirkegard in Lolland.

## Werke (Auswahl)
- 1967: Gravskrift for Rødhætte
- 1968: Gule handsker
- 1969: Spejldans
- 1970: Diamanter er dydens løn
- 1972: Solsikkerne
- 1980: Ulvetid
- 1981: Den tibetanske maske
- 1995: Stedfar
- 2010: En forskers død
- 2011: Bag skodderne